# 柴草玲のイヌラジ
柴草玲のイヌラジ（しばくされいのイヌラジ）は、RADIO BERRYで放送されている番組。
元々はRADIO BERRY独自の番組であったが、2005年10月から2009年3月まで拡大版がミュージックバード及び一部のコミュニティFMで放送された。通称「イヌラジ」。

## 概要
柴草玲をパーソナリティとして、音楽やトークを繰り広げていく。また、時折ゲストが登場する。
メッセージはメールまたはFAXで受付けており、メッセージが採用されると、柴草玲特製イヌレコステッカーがもらえる（要住所・本名）。また、RADIO BERRY番組紹介ページにあるメールフォームからも送る事ができる。

### 放送時間
- RADIO BERRY
  - 現在 - 毎週日曜日 22:00～22:55(JST)

- ミュージックバード
  - 2005年10月～2006年8月 - 毎週日曜日 23:00～24:00(JST)
  - 2006年9月～2007年3月 - 毎週火曜日 21:00～22:00(JST)
  - 2007年4月～2009年3月 - 毎週金曜日 21:00～22:00(JST)

## タイムテーブル
ここでは、ミュージックバード放送分について紹介する。
- 21:00-21:03 オープニング
- 21:03-21:18 音楽・トーク
- 21:18-21:27 「犬のキモチ。」
- 21:27-21:36 「ショボイ悩み解決！」または「柴草玲怒りの鉄拳」
- 21:36-21:46 音楽・トーク
- 21:46-21:50 「イヌラジ小唄」
- 21:50-21:55 音楽
- 21:55-22:00 エンディング

なお、RADIO BERRYで放送されている内容は「犬のキモチ。」「ショボイ悩み解決！」のコーナー及び、一部トークと曲がカットされているが、カット部分を除いて、内容は概ね同一（一部内容を差し替えする場合有り）である。2007年12月現在、約2日遅れの放送となっている。

## コーナー
- 犬のキモチ。

リスナーから送られてきた身近な犬のエピソードを、犬の気持ちになって、音楽で代弁してもらう。
- ショボイ悩み解決！

リスナーから送られてきたショボイ悩みを、真剣に考える。
- 柴草玲怒りの鉄拳

巷にはびこる不条理に柴草玲が立ち向かう。
- イヌラジ小唄

小さな歌を作り、カシオトーンで弾き語りをする。
- コピーライターの左ポケット（2010年2月7日初回放送）

コピーライターの蛭田瑞穂らのショートストーリーを柴草が朗読、キーボードで音楽をつける。
- 新生姜でセニョリータ

リスナーから送られてくる「岩下の新生姜」（スポンサーである岩下食品の主力製品）を使った新しいレシピを紹介する。

## 備考
特に断り書きのない場合、2007年4月現在の情報となっている。